# Saison 2 de Very Bad Nanny
Chronologie
Saison 1
Cet article présente le guide des épisodes de la deuxième et dernière saison de la série télévisée américaine Very Bad Nanny (The Mick).

## Généralités
- Aux États-Unis, la saison a été diffusée du 26 septembre 2017 au 3 avril 2018 sur le réseau Fox.
- Au Canada, la saison a été diffusée en simultanée sur le réseau Citytv.
- Le 7 novembre 2017, le réseau Fox décide de commander sept épisodes supplémentaires portant la deuxième saison à vingt épisodes[1],[2].

## Distribution

### Acteurs principaux
- Kaitlin Olson (VF : Bérangère Jean) : Mackenzie « Micky » Murphy
- Thomas Barbusca (VF : Gabriel Bismuth) : Chip Pemberton
- Sofia Black D'Elia (VF : Jessica Monceau) : Sabrina Pemberton
- Jack Stanton (VF : Naël Guillou) : Ben Pemberton
- Carla Jimenez (en) (VF : Emmanuelle Rivière) : Alba Maldonado
- Scott MacArthur (VF : Jérôme Pauwels) : Jimmy Shepherd

### Acteurs récurrents et invités
- Tricia O'Kelley (en) : Pamela « Poodle » Pemberton (née Molng)
- Laird Macintosh (en) : Christopher Pemberton
- Concetta Tomei : Tippy Pemberton
- E. J. Callahan : Colonel Pemberton
- Wayne Wilderson : Principal Gibbons
- Jennie Garth : elle-même[3] (épisode 10)

## Épisodes

### Épisode 1:Le client est roi
- États-Unis /  Canada : 26 septembre 2017 sur Fox[4] / Citytv[5]
- France : 8 août 2022 sur M6

- États-Unis : 2,67 millions de téléspectateurs[6] (première diffusion)

Dan Bakkedahl (Arnold)

### Épisode 2:BFF
- États-Unis /  Canada : 3 octobre 2017 sur Fox / Citytv
- France : 8 août 2022 sur M6

- États-Unis : 2,41 millions de téléspectateurs[7] (première diffusion)

Michaela Watkins (Trish)

### Épisode 3:Un spa pas comme les autres
- États-Unis /  Canada : 10 octobre 2017 sur Fox / Citytv
- France : 9 août 2022 sur M6

- États-Unis : 2,24 millions de téléspectateurs[8] (première diffusion)

- Laird Macintosh (Christopher)
- Tricia O'Kelley (Poodle)

### Épisode 4:Le Sens de la fête
- États-Unis /  Canada : 17 octobre 2017 sur Fox / Citytv
- France : 9 août 2022 sur M6

- États-Unis : 2,26 millions de téléspectateurs[9] (première diffusion)

- Laird Macintosh (Christopher)
- Tricia O'Kelley (Poodle)

### Épisode 5:Les Glands des bois
- États-Unis /  Canada : 7 novembre 2017 sur Fox / Citytv
- France : 10 août 2022 sur M6

- États-Unis : 2,07 millions de téléspectateurs[10] (première diffusion)

- Laird Macintosh (Christopher)
- Tricia O'Kelley (Poodle)

### Épisode 6:À la folie!
- États-Unis /  Canada : 14 novembre 2017 sur Fox / Citytv
- France : 10 août 2022 sur M6

- États-Unis : 2,10 millions de téléspectateurs[11] (première diffusion)

- Concetta Tomei (Tippy)
- E.J. Callahan (The Colonel)
- Judith Roberts (Rita)

### Épisode 7:Les Années lycées
- États-Unis /  Canada : 21 novembre 2017 sur Fox / Citytv
- France : 11 août 2022 sur M6

- États-Unis : 2,14 millions de téléspectateurs[12] (première diffusion)

Rhys Coiro (Ipp)

### Épisode 8:On va slamer
- États-Unis /  Canada : 28 novembre 2017 sur Fox / Citytv
- France : 11 août 2022 sur M6

- États-Unis : 2,21 millions de téléspectateurs[13] (première diffusion)

Wayne Wilderson (Principal Gibbons)

### Épisode 9:Au secours, nos parents divorcent!
- États-Unis /  Canada : 5 décembre 2017 sur Fox / Citytv
- France : 12 août 2022 sur M6

- États-Unis : 2,21 millions de téléspectateurs[14] (première diffusion)

- Tricia O'Kelley (Poodle)
- Laird Macintosh (Christopher)

### Épisode 10:L'Art de percer dans le monde
- États-Unis /  Canada : 2 janvier 2018 sur Fox / Citytv
- France : 12 août 2022 sur M6

- États-Unis : 2,28 millions de téléspectateurs[15] (première diffusion)

Jennie Garth (elle-même)

### Épisode 11:Very Bad Trip
- États-Unis /  Canada : 9 janvier 2018 sur Fox / Citytv
- France : 15 août 2022 sur M6

- États-Unis : 2,01 millions de téléspectateurs[16] (première diffusion)

### Épisode 12:Le Grand Gagnant
- États-Unis /  Canada : 16 janvier 2018 sur Fox / Citytv
- France : 15 août 2022 sur M6

- États-Unis : 2,29 millions de téléspectateurs[17] (première diffusion)

E.J. Callahan (Colonel Pemberton)

### Épisode 13:Les Kidnappeuses
- États-Unis /  Canada : 23 janvier 2018 sur Fox / Citytv
- France : 16 août 2022 sur M6

- États-Unis : 1,93 million de téléspectateurs[18] (première diffusion)

### Épisode 14:Crise de foi
- États-Unis /  Canada : 6 février 2018 sur Fox / Citytv
- France : 16 août 2022 sur M6

- États-Unis : 2,01 millions de téléspectateurs[19] (première diffusion)

### Épisode 15:Le Grand Frisson
- États-Unis /  Canada : 27 février 2018 sur Fox / Citytv
- France : 17 août 2022 sur M6

- États-Unis : 1,90 million de téléspectateurs [20] (première diffusion)

### Épisode 16:Pipi au lit
- États-Unis /  Canada : 6 mars 2018 sur Fox / Citytv
- France : 17 août 2022 sur M6

- États-Unis : 1,72 million de téléspectateurs[21] (première diffusion)

### Épisode 17:La Guerre du baby-sitting
- États-Unis /  Canada : 13 mars 2018 sur Fox / Citytv
- France : 18 août 2022 sur M6

- États-Unis : 1,81 million de téléspectateurs[22] (première diffusion)

### Épisode 18:Dans la voiture de police
- États-Unis /  Canada : 20 mars 2018 sur Fox / Citytv
- France : 18 août 2022 sur M6

- États-Unis : 1,98 million de téléspectateurs[23] (première diffusion)

### Épisode 19:Clepto
- États-Unis /  Canada : 27 mars 2018 sur Fox / Citytv
- France : 19 août 2022 sur M6

- États-Unis : 1,77 million de téléspectateurs[24] (première diffusion)

### Épisode 20:Le Coup de foudre
- États-Unis /  Canada : 3 avril 2018 sur Fox / Citytv
- France : 19 août 2022 sur M6

- États-Unis : 1,78 million de téléspectateurs[25] (première diffusion)